# Актотай Куртбедін
Актотай Куртбедін (крим. Aktotay Kurtbedin, рос. Ахтотай Куртбеддин, Хуртбедин) (1848, Сімеїз, Крим — дата смерті невідома) — кримськотатарська народна оповідачка.
Актотай Куртбедін народилась у 1848 р. і все життя прожила у с. Сімеїз. Була неосвіченою, працювала в колгоспі імені Калініна в Сімеїзі. Дата і місце смерті невідомі.

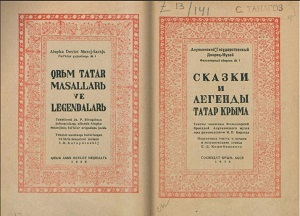
Обкладинка збірки Сказки и легенды татар Крыма, 1936.jpg

Завдяки оповідницькому таланту і знанню багатьох кримськотатарських казок, стала відомою Фольклорній бригаді Алупкінського музею під керівництвом Я. П. Бірзгал, що протягом 1934—1935 рр. збирала та вивчала фольклор Криму. За результатами цієї роботи у 1936 р. було опубліковано збірку «Казки і легенди татар Криму» (рос. мовою). До збірки увійшли 23 казки і 3 легенди кримськотатарського народу в переказі 11 народних оповідачів з 7 селищ південного берега Криму.

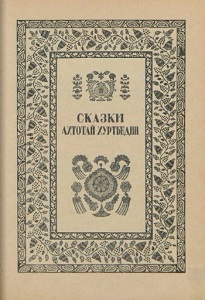
Сторінка зі збірки Сказки и легенды татар Крыма, 1936.jpg

Актотай Куртбедін на момент запису казок в її переказі було 87 років. ЇЇ манеру оповідання дослідник Сергій Дмитрович Коцюбинський, що був співробітником Алупкінського музею і активним учасником експедиції зі збирання кримськотатарського фольклору, визначив як епічно-спокійну.
До збірки «Казки і легенди татар Криму» увійшли чотири казки, переказані Актотай Куртбедін:
- Казка про Хаджі Тількі та правовірних пілігримів (с. 196—201);
- Казка про Усеїна — сина Асана (с. 202—216);
- Казка про три талісмани (с. 217—234);
- Казка про сорок плешивих та одного косого (с. 235—247).

## Збірка
Серед інших оповідачів казок і легенд кримських татар, крім Куртбедін, були Мустафа Топал, Хатідже Умер, Іслям Халіль Демирджи, Емір Усейя Ібрагімов, Айше Афузова, Абібула Софу, Мемет Муртазаєв, Юнус Казак, Фатьма Хайбулла.
Активну участь і зборі легенд і казок кримських татар брав учитель місцевої Алупкінської татарської школи Кязим Усеїнович Усеїнов (1886—1938), який організував понад 40 учнів старших класів. Подяку за участь учням було висловлено у передмові до збірки «Казки і легенди татар Криму». Проте у 1937 р. К. У. Усеїнов був заарештований, звинувачений в антирадянській діяльності під час підготовки збірки і у 1938 р. розстріляний. Тираж книги було вилучено з продажу і видано іншу збірку, в якій ім'я К. У. Усеїнова було замінено на ім'я директора Алупкінського музею Яна Бірзгала. Також у 1938 р. був заарештований М. Ернст (1889—1956), під керівництвом якого була проведена фольклорна експедиція.